# Ezekiel Elliott
Pour les articles homonymes, voir Elliott.
(en) Statistiques sur pro-football-reference
Ezekiel Elliott (né le 22 juillet 1995 à Saint-Louis, Missouri) est un joueur professionnel américain de football américain évoluant au poste de running back. Après plusieurs saisons au niveau universitaire où il joue pour les Buckeyes d'Ohio State, il est sélectionné en quatrième position de la draft 2016 de la NFL par la franchise des Cowboys de Dallas.

## Biographie

### Jeunesse
Ezekiel Elliott naît le 22 juillet à Saint-Louis dans le Missouri. Sa mère, Dawn Huff, est gestionnaire de comptes et son père, Stacy Elliott, un travailleur social. Ezekiel commence à jouer au football américain très jeune, dans les ligues de jeunes. Malgré ses talents athlétiques, ses parents décident qu'il doit suivre ses études dans l'école privée John Burroughs à Ladue, connue pour ses programmes académiques et non pour ses équipes sportives. En trois saisons, il transforme le programme de football américain de l'école, les Bombers, gagne plus de 4 800 yards et inscrit 90 touchdowns à la course. Il les qualifie pour disputer trois finales de l'État mais son équipe perd à chaque fois. Recruté par plus de quarante universités, il choisit de rejoindre les Buckeyes d'Ohio State.

### Carrière universitaire
Après une première saison en tant que remplaçant de Carlos Hyde à Ohio State, Ezekiel Elliott devient titulaire en 2014. Il termine sa première saison par trois performances de haut niveau en gagnant respectivement à la course 107 yards, 121 yards et 220 yards. Lors du Sugar Bowl 2015, il gagne 230 yards à la course contre le Crimson Tide de l'Alabama et est élu joueur offensif de la rencontre. Il remporte le championnat avec son équipe la semaine suivante en gagnant 246 yards et en inscrivant 4 touchdowns à la course contre les Ducks de l'Oregon.

### Carrière professionnelle
Le 21 novembre 2015, il se déclare à la draft 2016 de la NFL. Il est désigné comme le meilleur running back de la draft et y est considéré comme l'un des premiers choix. Il est sélectionné en quatrième choix global lors du premier tour de la draft par les Cowboys de Dallas. Le 18 mai 2016, Elliott signe un contrat de débutant d'un montant de 24,9 millions de dollars portant sur une durée de quatre saisons et comprenant une prime à la signature de 16,3 millions de dollars.
| Taille               | Poids            | Bras           | Main           | Sprint   | Sprint   | Sprint   | Shuttle 20 yards | 3 cones drill | Détente        | Détente          | Développé couché | Test Wonderlic |
| Taille               | Poids            | Bras           | Main           | 40 yards | 10 yards | 20 yards | Shuttle 20 yards | 3 cones drill | verticale      | horizontale      | Développé couché | Test Wonderlic |
| 1,82 m (5 ft 11¾ in) | 102 kg (225 lbs) | 79 cm (31¼ in) | 26 cm (10¼ in) | 4,47 s   | 1,58 s   | 2,62 s   | -                | -             | 83 cm (32½ in) | 3 m (9 ft 10 in) | -                | 32             |

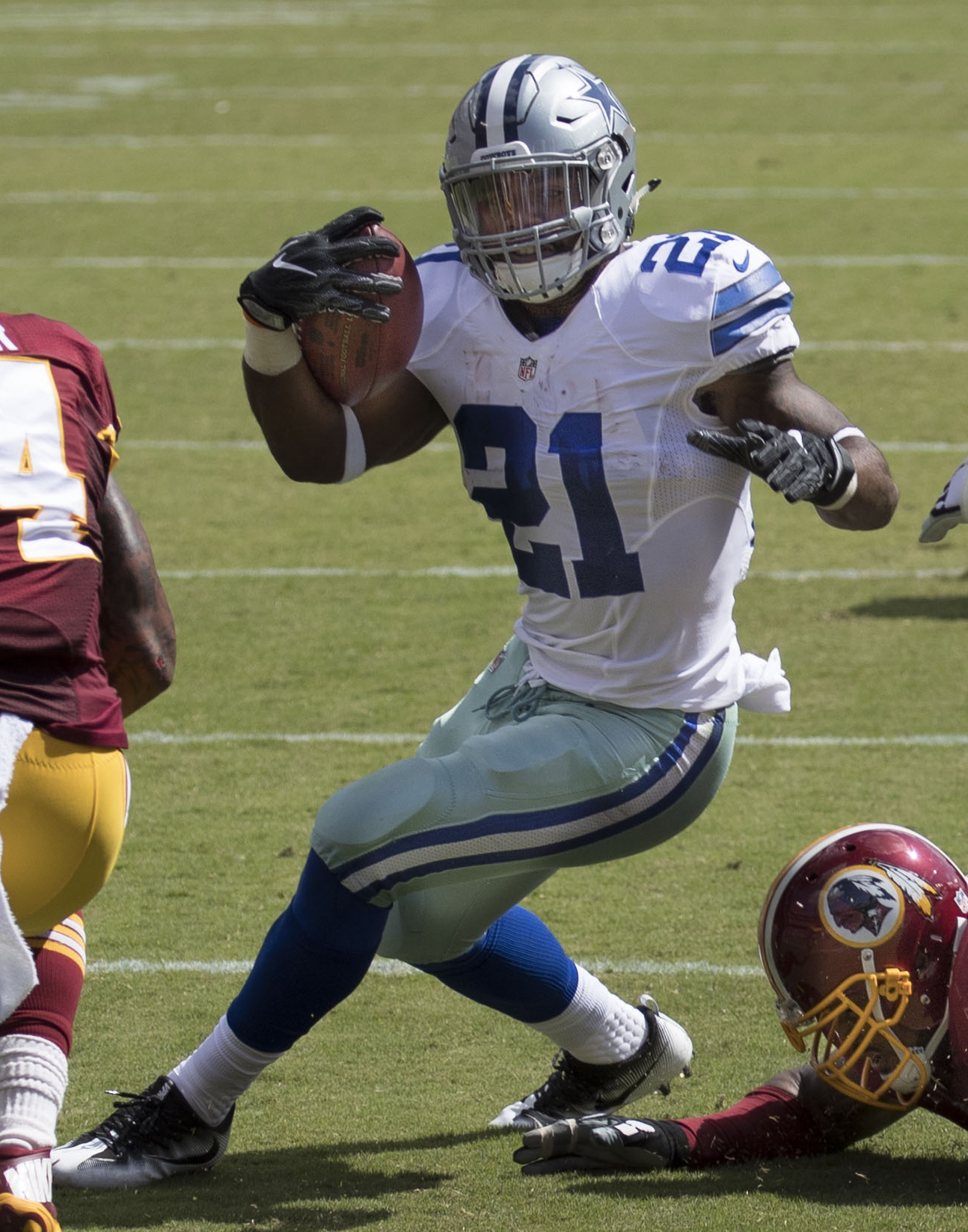
Ezekiel Elliott en pleine course avec le ballon contre les Redskins de Washington.

Aidé par l'une des meilleurs lignes offensives de la ligue, Ezekiel Elliott a un impact important sur son équipe dès ses premières rencontres. Titulaire devant les vétérans Alfred Morris et Darren McFadden, Zeke inscrit son premier touchdown avec les Cowboys dès sa première rencontre jouée contre les Giants de New York. Utilisé à de très nombreuses reprises par son coordinateur offensif, Elliott multiplie les yards à la course. Il termine avec 140 yards contre les Bears de Chicago, 134 contre les Bengals de Cincinnati puis 157 contre les Packers de Green Bay. Il devient, dès la neuvième rencontre de la saison, le deuxième coureur débutant des Cowboys de Dallas à atteindre la barre des 1 000 yards à la course, après Tony Dorsett en 1977. Elliott est le troisième à atteindre cette barre symbolique aussi tôt avec Adrian Peterson et Eric Dickerson.
À la fin de la saison, il est le coureur le plus prolifique de la ligue. Il est sélectionné pour le Pro Bowl 2017, dans l'équipe All-Pro et est désigné meilleur débutant offensif de l'année par la Pro Football Writers Association. Le titre de débutant offensif de l'année décerné par l'Associated Press, considéré comme officiel par la ligue, est décerné au quarterback et coéquipier Dak Prescott.
Le 11 août 2017, il est suspendu six rencontres de la saison 2017 par la NFL pour avoir enfreint la politique comportementale de la ligue à la suite d'une enquête sur des accusations de violence conjugale vis-à-vis de son ex-petite amie, les faits datant de 2016. Il va en appel de cette suspension cinq jours plus tard. Le 8 septembre, un juge fédéral du Texas bloque la suspension après avoir accepté une demande d'injonction préliminaire de l'association des joueurs de la NFL, lui permettant ainsi de jouer le premier match de la saison. Le 12 octobre, la Cour d'appel des États-Unis de la cinquième circonscription réinstaure la suspension d'Elliott. Cependant, cinq jours plus tard, sa suspension est une nouvelle fois bloquée après qu'un juge fédéral de New York ait autorisé une ordonnance restrictive temporaire à Elliott, ce qui l'autorise à jouer le match de la semaine 8 face aux 49ers de San Francisco. Le 30 octobre, la juge fédérale Katherine Polk Failla refuse une demande d'injonction préliminaire pour Elliott et rétablit sa suspension, mais le 3 novembre, la Cour d'appel des États-Unis pour le deuxième circuit bloque temporairement le verdict de la juge Failla en attendant une délibération des juges de la cour d'appel. Six jours plus tard, la Cour d'appel pour la deuxième circuit rétablit sa suspension. Elliott, qui avait disputé huit matchs jusqu'ici, accepte finalement sa suspension de six matchs le 15 novembre.
Après avoir purgé sa suspension, il rejoue le 24 décembre face aux Seahawks de Seattle, mais son équipe perd le match et est éliminé de la course aux séries éliminatoires. Il termine cette saison mouvementée avec 983 yards et sept touchdowns  à la course en dix matchs disputés.
Lors de la saison 2018, il mène pour une deuxième fois en trois ans la ligue au nombre de yards gagnés à la course avec 1 434 yards auxquels il convient d'ajouter 567 yards en 77 réceptions. Il est sélectionné pour la deuxième fois au Pro Bowl.
Le 17 avril 2019, les Cowboys activent la cinquième année optionnelle de son contrat, ce permet à la franchise de le conserver jusqu'en 2020. Malgré tout, il ne se présente pas au camp d'entraînement de l'équipe en vue de la saison 2019, car il souhaite obtenir une nouvelle prolongation de contrat. Absent pendant toute la durée du camp et des matchs préparatoires, il s'entend finalement le 4 septembre sur un nouveau contrat portant sur 6 saisons pour un montant de 90 millions de dollars, devenant ainsi le running back le mieux payé dans la ligue.

## Statistiques
| Année       | Équipe                | Statut      | MJ |     | Courses | Courses | Courses | Courses |       | Passes réceptionnées | Passes réceptionnées | Passes réceptionnées | Passes réceptionnées |
| Année       | Équipe                | Statut      | MJ | Nb. | Yards   | Moy.    | TD      | Nb.     | Yards | Moy.                 | TD                   |                      |                      |
| 2013        | Buckeyes d'Ohio State | Fr.         | 7  | 30  | 262     | 8,7     | 2       | 3       | 23    | 7,7                  | 1                    |                      |                      |
| 2014        | Buckeyes d'Ohio State | So.         | 15 | 273 | 1878    | 6,9     | 18      | 28      | 220   | 7,9                  | 0                    |                      |                      |
| 2015        | Buckeyes d'Ohio State | Jr.         | 13 | 289 | 1821    | 6,3     | 23      | 27      | 206   | 7,6                  | 0                    |                      |                      |
| Totaux NCAA | Totaux NCAA           | Totaux NCAA | 35 | 592 | 3691    | 6,7     | 43      | 58      | 449   | 7,7                  | 1                    |                      |                      |

| Année  | Équipe            | MJ |                 | Courses         | Courses         | Courses         | Courses         |                 | Passes réceptionnées | Passes réceptionnées | Passes réceptionnées | Passes réceptionnées |  | Fumbles | Fumbles |
| Année  | Équipe            | MJ | Nb.             | Yards           | Moy.            | TD              | Nb.             | Yards           | Moy.                 | TD                   | Nb.                  | Perdus               |  |         |         |
| 2016   | Cowboys de Dallas | 15 | 322             | 1631            | 5,1             | 15              | 32              | 363             | 11,3                 | 1                    | 5                    | 1                    |  |         |         |
| 2017   | Cowboys de Dallas | 10 | 242             | 0983            | 4,1             | 07              | 26              | 269             | 10,3                 | 2                    | 1                    | 1                    |  |         |         |
| 2018   | Cowboys de Dallas | 15 | 304             | 1 434           | 4,7             | 06              | 77              | 567             | 07,4                 | 3                    | 6                    | 1                    |  |         |         |
| 2019   | Cowboys de Dallas | 16 | 301             | 1 357           | 4,5             | 12              | 54              | 420             | 07,8                 | 2                    | 3                    | 2                    |  |         |         |
| 2020   | Cowboys de Dallas | 15 | 244             | 0979            | 4,0             | 06              | 52              | 338             | 06,5                 | 2                    | 6                    | 5                    |  |         |         |
| 2021   | Cowboys de Dallas | 17 | 237             | 1 002           | 4,2             | 10              | 47              | 287             | 06,1                 | 2                    | 1                    | 1                    |  |         |         |
| 2022   | Cowboys de Dallas | ?  | Saison en cours | Saison en cours | Saison en cours | Saison en cours | Saison en cours | Saison en cours | Saison en cours      | Saison en cours      | ?                    | ?                    |  |         |         |
| Totaux | Totaux            | 88 | 1 650           | 7 386           | 4,4             | 56              | 288             | 2 254           | 08,2                 | 12                   | 22                   | 11                   |  |         |         |

| Année  | Équipe            | MJ |     | Courses | Courses | Courses | Courses |       | Passes réceptionnées | Passes réceptionnées | Passes réceptionnées | Passes réceptionnées |  | Fumbles | Fumbles |
| Année  | Équipe            | MJ | Nb. | Yards   | Moy.    | TD      | Nb.     | Yards | Moy.                 | TD                   | Nb.                  | Perdus               |  |         |         |
| 2016   | Cowboys de Dallas | 1  | 22  | 125     | 5,7     | 0       | 1       | - 2   | -2,0                 | 0                    | 0                    | 0                    |  |         |         |
| 2018   | Cowboys de Dallas | 2  | 46  | 184     | 4,0     | 2       | 6       | 51    | 8,5                  | 0                    | 0                    | 0                    |  |         |         |
| 2021   | Cowboys de Dallas | 1  | 12  | 031     | 2,6     | 0       | 1       | 0     | 0,0                  | 0                    | 0                    | 0                    |  |         |         |
| Totaux | Totaux            | 4  | 80  | 340     | 4,3     | 2       | 8       | 49    | 6,1                  | 0                    | 0                    | 0                    |  |         |         |